# Spękanie
Spękanie – nieciągłość utworzona w ośrodku pierwotnie ciągłym i, w odróżnieniu od uskoku pozbawiona makroskopowo widocznego przemieszczenia wzdłuż niej.